# Till You Say You’ll Be Mine
«Till You Say You’ll Be Mine» (с англ. — «Пока ты не скажешь, что будешь моим») — песня, написанная американской певицей Джеки Дешэннон. Первая версия песни была записана самой Дешэннон и выпущена в ноябре 1963 года как би-сайд ее сингла «When You Walk in the Room».

## Версия Оливии Ньютон-Джон
Австралийская певица Оливия Ньютон-Джон записала версию песни в 1966 году, и это был её дебютный сингл. Запись песни стала главным призом в австралийском шоу талантов «Пой, пой, пой», победу в котором Ньютон-Джон в 1965 году. Запись её проходила в Великобритании. Релиз состоялся 13 мая 1966 года под эгидой Decca Records. Песня «For Ever», написанная Фредди Алленом и Джулианом Бейли, была включена в качестве би-сайда.
Песня «Till You Say You’ll Be Mine» не имела ни коммерческого, ни критического успеха (Ньютон-Джон однажды вспомнила рецензию, в которой говорилось, что она «звучит так, будто была записана в ванной») и не вошла ни в британский хит-парад синглов, ни в какой-либо другой хит-парад. Неудача оставила его единственным синглом Ньютон-Джон, выпущенным на Decca Records. Также певица не выпустит нового сингла вплоть до 1971 года — следующим станет «If Not for You» на Pye International Records.
«Till You Say You’ll Be Mine» и «For Ever» никогда не были выпущены ни на каких студийных альбомах или сборниках Ньютон-Джон.

### Список композиций
7" сингл
A1 «Till You Say You’ll Be Mine» — 2:37
B1 «For Ever» — 2:41

## Другие кавер-версии
В 1965 году сразу несколько исполнителей выпустили кавер-версии песни. Британские группы The Fourmost и The Searchers записали свои версии для альбомов First And Fourmost и Sounds Like Searchers соответственно, а дуэт Ширли и Джонни выпустили версию в качестве би-сайда своего сингла «Day Dreamin’ of You».
В 2018 году австралийская певица Дельта Гудрем записала кавер-версию песни для мини-сериала «Olivia Newton-John: Hopelessly Devoted to You», в котором она сыграла Оливию Ньютон-Джон. Песня также была включена в саундтрек-альбом к сериалу.